# Estévão de Ataíde
Pour les articles homonymes, voir Ataíde.
Estévão de Ataíde est un gouverneur colonial du Mozambique pour le Portugal de 1607 à 1609 et de 1611 à 1613..
Il se distingua en ayant défendu avec succès l'île de Mozambique et sa Forteresse de Saint-Sébastien contre les attaques et les sièges menés par les Hollandais, entre 1607 et 1609.
Selon l'historien britannique Edgar Prestage, cette défense « a sauvé non seulement la forteresse elle-même, mais aussi la domination portugaise dans ses possessions de l'océan Indien et de l'Afrique de l'Est ».
Dom Estêvão de Ataíde a été décrit par son contemporain, le navigateur et explorateur français François Pyrard de Laval, comme « un brave et gallant Seigneur ».

## Biographie
Il était le fils de Dom Álvaro de Ataíde, capitaine et gouverneur des îles Moluques entre 1571 et 1574, et de son épouse D. Jerónima de Castro do Canto. Il était donc l'arrière-petit-fils, dans la ligne paternelle, d'un autre Dom Álvaro de Ataíde, Seigneur de Castanheira (fils cadet du 1er comte d'Atouguia), un des participants à la conspiration du Duc de Viseu contre le roi Jean II de Portugal.
La date exacte de sa naissance est inconnue, mais étant donné que ses grands-parents maternels se sont mariés en 1544, elle se situe probablement autour de 1570.
Sa nomination au poste de capitaine général du Mozambique s'est faite dans le contexte de la menace d'une attaque hollandaise imminente, qui avait déjà été prévue et qui inquiétait grandement la cour de l'Union ibérique.
En effet, dans une lettre datée du 18 janvier 1607, adressée au vice-roi de l'inde portugaise, Martim Afonso de Castro, le roi Philippe II du Portugal écrivait que, si les Hollandais parvenaient à occuper la forteresse de Mozambique, « ce serait un obstacle total à la navigation de mes armadas vers ces régions, car il est courant qu'elles s'y rendent, à l'aller comme au retour, et il leur est souvent nécessaire d'y hiverner, en plus des grandes richesses de ces provinces, qui avec la dite forteresse sont soutenues et défendues ».
Ainsi, en 1607 et 1608, D. Estêvão de Ataíde mena une défense tenace des forces portugaises contre les attaques des Hollandais, qui finirent par abandonner leurs tentatives d'occuper l'île en 1608, levant finalement le siège et partant vers les îles de la Sonde. Cet exploit militaire portugais sera célébré plus tard, dans un ouvrage publié à Madrid, en 1633 (mais écrit avant 1611), par un témoin oculaire des combats, le soldat portugais António Durão.

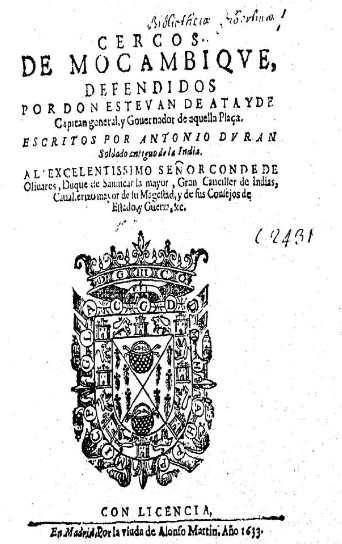
Frontispice du livre du soldat portugais António Durão, Sièges du Mozambique défendus par Dom Estêvão de Ataíde, publié à Madrid, en espagnol, en 1633

Le livre, écrit en espagnol, intitulé « Sièges de Mozambique, défendus par Dom Estevão de Atayde, capitaine général et gouverneur de cette forteresse », fournit une description détaillée, dans un style narratif et factuel, des opérations militaires de défense de l'île de Mozambique. L'auteur affirme avoir écrit son texte alors qu'il se trouvait à l'intérieur de la Forteresse de Saint-Sébastien, sur l'île de Mozambique. D'après une lettre que Durão adressa au fils de D. Estêvão de Ataíde, publiée dans les premières pages du livre, il semble que le manuscrit ait été envoyé au gouverneur lui-même en mars 1611, bien que la publication finale ne soit parue que 22 ans plus tard.
Dom Estêvão de Ataíde a fait preuve de grandes qualités de commandement et de courage personnel entre 1607 et 1609. Cependant, lorsque, peu après la levée du siège hollandais, il fut nommé en juillet 1609 (par le vice-roi de l'Inde portugaise, Rui Lourenço de Távora) au poste et au titre de conquérant des mines de Monomotapa, les événements commencèrent à se dérouler de manière défavorable à son égard.
Il révéla un certain manque de tact politique et diplomatique lorsqu'il refusa de continuer à envoyer le tribut à l'empire du Monomotapa, que les capitaines portugais payaient traditionnellement, pour faire du commerce dans ces terres. Cela aboutit à une situation de conflit militaire entre les Portugais et les armées du roi de Monomotapa  et, finalement, Ataíde ne parvient pas à découvrir les mines d'or et d'argent que, depuis l'expédition infructueuse de Francisco Barreto en 1569, la couronne portugaise persistait à essayer d'atteindre.
En 1611, D. Estêvão avait entre-temps été nommé pour un second mandat comme capitaine général et gouverneur du Mozambique.
Cependant, en mai 1612, le roi du Portugal, mécontent de la performance d'Ataíde après 1609, écrivit au nouveau vice-roi de l'Inde portugaise, Dom Jerónimo de Azevedo, donnant des instructions pour annuler le contrat conclu entre Rui Lourenço de Távora et D. Estêvão pour conquérir les mines de Monomotapa, et ordonnant également à Ataíde de se rendre à Goa et que son administration fasse l'objet d'une enquête.
Peu de temps après, en 1613, Philippe II du Portugal haussa le niveau de sa condamnation du deuxième mandat d'Ataíde et ordonna que D. Estêvão soit envoyé à Lisbonne en état d'arrestation et que ses biens soient confisqués.

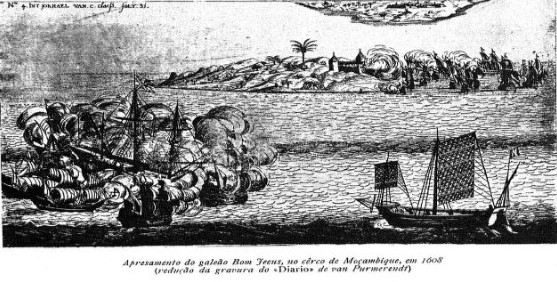
Gravure du XVIIe siècle, représentant un combat naval entre Portugais et Hollandais au large de l'île de Mozambique, lorsque D. Estêvão de Ataíde était gouverneur

Mais D. Estêvão décède la même année, victime des fièvres tropicales. La mort lui évita ainsi de purger la peine royale et ses vastes biens et sa fortune furent utilisés pour payer les réparations de la Forteresse de Saint-Sébastien, qu'il avait si bien défendu à deux reprises, en 1607 et 1608,.
Estêvão de Ataíde est enterré dans l'église des Jésuites (également connue sous le nom de chapelle de Saint-François-Xavier) de l'île de Mozambique.
Diogo Simões de Madeira lui succéda, mais seulement comme gouverneur intérimaire ; plus tard, en 1613, un nouveau gouverneur fut officiellement nommé: son parent (il était, comme D. Estêvão, un descendant du 1er comte d'Atouguia), D. João de Azevedo, frère du vice-roi de l'Inde portugaise, le sus-mentionné Jerónimo de Azevedo.